# Pijiño del Carmen
Pijiño del Carmen – miasto w Kolumbii, w departamencie Magdalena.